# Torrie Wilson
Torrie Anne Wilson (Boise, 24 luglio 1975) è una modella ed ex wrestler statunitense, nota per i suoi trascorsi nella World Wrestling Federation/Entertainment.
Ha iniziato la sua carriera nel mondo del wrestling professionistico nel 1999, firmando un contratto con la World Championship Wrestling. Nel 2001 è passata alla World Wrestling Entertainment quando la WCW è stata acquisita da Vince McMahon. Nel 2019 è stata introdotta nella WWE Hall of Fame.
Oltre al wrestling, Torrie Wilson è apparsa sulle copertine di molte riviste, tra le quali FHM e Playboy, ed è considerata una sex symbol dei primi anni duemila.

## Carriera

### World Championship Wrestling (1999–2001)
Incoraggiata dai risultati, si trasferì a Los Angeles dove lavorò come attrice guadagnando anche un piccolo ruolo in Baywatch. Torrie debuttò nella World Championship Wrestling nel 1999 come accompagnatrice di David Flair con il nome "Samantha". Successivamente divenne manager di Billy Kidman e del suo team, i Filthy Animals, trovandosi così all'interno della faida tra il suo team e la Revolution. Scioltasi l'alleanza, sparì per lungo tempo dalla televisione.
Fece ritorno sui ring WCW il 19 gennaio 2000 durante Thunder per aiutare Kidman a sconfiggere Prince Iaukea. Nell'aprile del 2000 Kidman e Wilson entrarono nella stable New Blood. Kidman divenne però geloso delle attenzioni che la ragazza dedicava a un altro membro del gruppo, Horace Hogan. I due si scontrarono e Torrie favorì Hogan colpendo con un low blow Kidman e mettendo la parola fine sul loro rapporto. Wilson riapparve in televisione a giugno durante Bash At The Beach 2000 in un match tra Shane Douglas e Buff Bagwell aiutando Douglas a vincere il match colpendo a tradimento il suo avversario con un calcio nei testicoli. I due divennero una coppia e ciò provocò la faida Kidman - Douglas che sfociò nel match tra i due a New Blood Rising; in questo incontro Kidman sconfisse Douglas ma il mese seguente a Fall BRawl 2000 fu Douglas ad avere la meglio. Wilson e Douglas iniziarono un feud con i rinati Filthy Animals. La sua ultima apparizione nella WCW risale al 29 novembre durante una puntata di Thunder dove Douglas sfidò General Rection. Durante il match Torrie fu violentemente colpita e portata via in barella dal ring. A causa di questo lasciò la WCW.

### World Wrestling Federation/Entertainment (2001–2008)
Torrie fece il suo debutto televisivo in WWF il 28 luglio 2001 a SmackDown! come membro dell'Alliance durante l'angle dell'Invasion nel 2001. Nella sua prima storyline con la compagnia, interpretò la donna d'affari di Vince McMahon. Fece spesso coppia con un'altra wrestler della WCW Stacy Keibler. Torrie e Stacy fecero il loro match di debutto ad InVasion contro Lita e Trish Stratus in un Bra and Panties match, nel quale vide queste ultime trionfare dopo aver spogliato le loro avversarie lasciandole in reggiseno e bikini. La notte successiva a Raw, Torrie sconfisse Trish in un Paddle on a Pole match. Nonostante la sua relativa mancanza di esperienza nel ring, Wilson, insieme a Keibler e Ivory, ebbe regolarmente delle faide con altre Divas, oltre a interferire nei match in favore dei wrestler dell'Alliance.
Divenne una beniamina del pubblico durante l'Invasion quando iniziò una relazione (kayfabe) con Tajiri. A causa di questa relazione, Keibler voltò le spalle a Wilson. A No Mercy Torrie sconfisse Stacy in un Lingerie match. Quando i roster di Raw e SmackDown! si separarono nell'aprile 2002 a causa della Brand Extension. Wilson venne trasferita a SmackDown!. Poco tempo dopo, Tajiri divenne geloso delle attenzioni che gli altri uomini le riservavano e la obbligò a vestire un completo da geisha e ad apparire sottomessa nei suoi match. Wilson tuttavia non resistette molto e durante un match di Tajiri contro The Hurricane, si tolse l'abito distraendo il lottatore giapponese e permettendo allo sfidante di vincere il match. A Rebellion, Torrie e il suo fidanzato nella vita reale a quel tempo Billy Kidman sconfissero John Cena e Dawn Marie in un intergender tag team match.
Nel settembre del 2002, Torrie iniziò una controversa rivalità con Dawn Marie, la quale iniziò una relazione con il padre di Torrie nella vita reale, Al Wilson. Nella puntata di SmackDown! del 17 ottobre, Torrie fece coppia con Rikishi perdendo nell'occasione contro Dawn Marie e Matt Hardy. A No Mercy, Wilson sconfisse Dawn Marie. Poco tempo dopo, Dawn si fidanzò con Al Wilson e disse a Torrie di essersi innamorata anche di lei e che avrebbe lasciato suo padre se avesse accettato l'invito a raggiungerla nella sua camera d'albergo per un incontro "piccante". Vedendo quest'offerta come unica via d'uscita, Torrie fu costretta ad accettare. Ad Armageddon Dawn mostrò ad Al il video di quell'incontro nella camera d'albergo nel quale lei seduce e bacia con passione Torrie. La faida continuò nel 2003 quando Dawn e Al si sposarono in biancheria intima nella puntata di SmackDown! del 2 gennaio. Una settimana più tardi, Al, nella storyline, morì a causa di un infarto. Wilson sconfisse Dawn ancora una volta alla Royal Rumble in un match che era stato annunciato come "Stepmother vs. Stepdaughter match" concludendo la loro rivalità.
Nel maggio 2003, Wilson apparì in un'immagine sulla copertina di Playboy. Un paio di mesi prima, quando fu annunciato che Torrie sarebbe stata sulla copertina della rivista, iniziò una rivalità con Nidia, la quale divenne gelosa del fatto che Wilson fu scelta per posare nella copertina della rivista. A SmackDown!, settimanalmente, vennero mandate in onda delle vignette di Nidia e del suo fidanzato Jamie Noble dove facevano dei viaggi verso la Playboy Mansion di Hugh Hefner cercando di far scegliere Nidia.
Nella puntata di SmackDown! successiva a WrestleMania XIX, durante un segmento etichettato come il Torrie Playboy Coming Out Party, l'ex Diva e ragazza copertina di Playboy Sable fece il suo ritorno in WWE dopo un'assenza di quattro anni. Tra le due iniziò una storyline dove per settimane Sable fece dei giochi psicologici nei confronti di Wilson. Ciò portò al bikini contest di Judgment Day, vinto da Wilson. Dopo il contest, Wilson diede un bacio a Sable sulle labbra, dimostrandole che non c'era "nessun risentimento" nella sua vittoria. Mentre continuò la rivalità con Noble e Nidia iniziata all'inizio dell'anno, Torrie divenne la manager di Billy Gunn poco dopo il suo ritorno nell'estate del 2003. La rivalità si concluse quando Nidia e Noble divennero dei beniamini del pubblico alleandosi con Gunn e Wilson. In seguito alla formazione di questa alleanza, Wilson, Nidia e Dawn Marie iniziarono una rivalità con Shaniqua per un breve periodo di tempo, che portò a un handicap match tra Shaniqua e la coppia formata da Wilson e Nidia, vinto da Shaniqua.
Nel marzo del 2004, Wilson e Sable iniziarono una rivailtà con le divas di Raw Stacy Keibler e Miss Jackie. La storyline era centrata sul fatto che Keibler e Miss Jackie fossero gelose di Wilson e Sable che avevano posato per la rivista di Playboy nello stesso mese. Dopo settimane di rivalità, Torrie Wilson e Sable sconfissero Stacy Keibler e Miss Jackie in un Playboy Evening Gown match a WrestleMania XX. Nel mese di maggio, Torrie iniziò una seconda rivalità con Dawn Marie. Le due si affrontarono in un match a Judgment Day, vinto da Wilson nel quale la sua carriera era stata messa in palio, stipulazione scelta dall'allora general manager di SmackDown! Kurt Angle. Più tardi nello stesso anno, Wilson iniziò una breve rivalità con Sable che affrontò a The Great American Bash, perdendo. Nella puntata di SmackDown! del 1º luglio, Wilson sconfisse Sable nella rivincita. Nel mese di novembre, iniziò una rivalità con Hiroko. Nella puntata di SmackDown! del 2 dicembre, Torrie in coppia con Rey Mysterio e Rob Van Dam sconfisse Hiroko, Kenzo Suzuki e René Duprée.
Nella puntata speciale di SmackDown! del 10 febbraio 2005 (registrata il 4 febbraio a Saitama), Wilson sconfisse Hiroko in un kimono match dopo aver rimosso il kimono di quest'ultima. In seguito, Torrie iniziò una rivalità di breve durata con la manager degli MNM, Melina. Il 24 luglio a The Great American Bash, Wilson fu sconfitta da Melina in un bra and panties match con Candice Michelle come arbitro speciale. Le due si affrontarono nella rivincita della puntata di SmackDown! del 28 luglio, con la vittoria di Melina.
Il 22 agosto 2005 fu rivelato che Wilson e Candice Michelle erano passate nel roster di Raw come parte del draft al posto di Stacy Keibler e Christy Hemme. Quella sera, Wilson e Michelle divennero heel dopo aver attaccato la vincitrice del Diva Search Ashley Massaro. La rivalità con Massaro continuò nelle settimane a seguire, come duo, insieme alla loro enforcer Victoria (definite "Skankateer" da Trish Stratus), rendendo le cose difficili alla nuova arrivata. Nella puntata di Raw del 5 settembre, la Wilson sconfisse la Massaro in seguito a un'interferenza di Victoria e Candice. La situazione per Ashley non migliorò neanche la settimana dopo, quando perse un altro match contro Torrie. In questo periodo Wilson iniziò a portare sul ring il suo cagnolino Chloe, il quale venne addirittura inserito tra le superstars di Raw. Nella puntata successiva di Raw a sostegno della vincitrice del Diva Serch accorse la rientrante Women's Champion Trish Stratus. Insieme a Trish, Massaro riuscì a vincere ad Unforgiven in un match contro Victoria e Torrie. Un'altra nuova diva WWE prese parte a questo feud nel team di Trish e Ashley: in una puntata di Raw infatti apparve Mickie James, la quale soccorse Stratus messa in grave difficoltà dagli attacchi di Victoria. Nelle settimane seguenti si assistette quindi a numerosi match tra i due team con risultati alterni. I problemi nelle due alleanze non tardarono ad arrivare; ben presto infatti il rapporto tra Mickie James e Trish Stratus divenne insostenibile per quest'ultima. Anche Torrie e Candice iniziarono a litigare poiché la seconda, in seguito ad un servizio senza veli su Playboy, si proclamava la più bella divas del roster di Raw, suscitando ovviamente le ire di Wilson. Così Candice e Victoria decisero di estromettere Torrie dal loro "trio" attaccandola a sorpresa proprio durante la presentazione della copertina di Playboy a Raw. Torrie, però si vendicò la settimana successiva su Victoria, facendole perdere un match titolato contro Trish Stratus. Continuò invece il feud contro Candice che si concluse a WrestleMania 22 nel Playboy Pillow Fight match che vide la vittoria di Wilson. Il 12 giugno 2006 a Raw si disputò tra le due il primo "Wet & Wild Match" che avrebbe permesso alla vincitrice di apparire sulla copertina del WWE 2006 Summer Special magazine; grazie alla sua facebuster, Torrie si aggiudicò match e copertina.
Verso la fine del 2006 Torrie intrecciò una relazione (kayfabe) con Carlito, nel periodo in cui il Ragazzo dei Caraibi era spalleggiato da Ric Flair.
In seguito alla draft lottery svoltasi l'11 giugno 2007 nel corso di una puntata speciale di Raw, Torrie Wilson passò al roster di SmackDown, dove iniziò subito una rivalità con la sua ex nemica di Raw, Victoria, anch'essa selezionata a SmackDown.
Sul finire del 2007 fu costretta a prendersi un periodo di pausa dal wrestling a causa di un infortunio alla schiena, che portò a due interventi chirurgici; in seguito dichiarò che i medici le consigliarono di smettere di lottare dal momento che la sua schiena, nonostante le due operazioni subite, gravava in pessime condizioni e continuare con il wrestling sarebbe potuto risultare altamente dannoso per la sua salute.
L'8 maggio 2008 Torrie Wilson ottenne lo scioglimento del contratto con la WWE. Tuttavia, nel 2009, tornò per una sola sera in WWE prendendo parte alla 25-Divas Battle Royal di WrestleMania XXV.

### Apparizioni sporadiche (2018–presente)
Il 28 gennaio 2018 Torrie Wilson partecipò al primo Royal Rumble match femminile della storia nel corso dell'omonimo pay-per-view, entrando con il numero 9 e venendo eliminata per sesta da Sonya Deville dopo circa tre minuti di permanenza sul ring. Il 28 ottobre, a Evolution, prese parte alla 20-Women Battle Royal, venendo eliminata per quinta da Mandy Rose.
Il 6 aprile 2019 fu introdotta nella WWE Hall of Fame da Stacy Keibler. Il 22 luglio 2019 apparve nel backstage di Raw durante la speciale puntata dal titolo RAW Reunion.
Il 4 gennaio 2021 fece un'altra apparizione nella federazione, durante la puntata Raw Legend Night. Lo stesso mese partecipò alla sua seconda Royal Rumble, entrando diciassettesima e venendo eliminata da Shayna Baszler dopo circa quattro minuti di permanenza sul ring.

## Vita privata
Dopo essersi ritirata dal wrestling, è diventata un'istruttrice di fitness e blogger.
Dopo quattro anni di frequentazione, Torrie Wilson ha sposato il wrestler Peter Gruner (conosciuto come Billy Kidman) l'11 luglio 2003, divorziando successivamente nel 2008. Si è risposata nel 2019 con Justin Tupper.

## Personaggio

### Mosse finali
- Sitout facebuster
- Tornado DDT

### Wrestler assistiti
- Carlito
- Jimmy Wang Yang
- Shane Douglas
- David Flair
- Billy Gunn
- Billy Kidman
- Tajiri
- Rey Mysterio

## Titoli e riconoscimenti
- WWE
  - WWE Hall of Fame (classe del 2019)
- WrestleCrap
  - Gooker Award (2003) – faida con Dawn Marie